# خیابان (مجموعه تلویزیونی ۲۰۰۵)
خیابان (چکی: Ulice) نام یک مجموعهٔ تلویزیونی احساسی به زبان چکی است که از سال ۲۰۰۵ تا کنون از شبکهٔ تلویزیونی نووا در جمهوری چک پخش می‌شود.
این مجموعه دربارهٔ زندگی ۶ خانواده و مردم پیرامون آنهاست که در خیابانی در پراگ زندگی می‌کنند.
چالش‌های روزمرهٔ آنها در برابر مشکلات واقعی جهانِ مدرن نظیر طلاق، عشق، خیانت، اعتیاد، حقوق دگرباشان، جرم و جنحه و درگیری با بیماری‌ها از جمله مسایلی است که در این مجموعه مطرح می‌شود.

## بازیگران
- زدنکا پروخازکووا
- ییرژی استراخ
- هانا ماچیوخووا
- لیوبا کربووا
- اوا دکاستلو
- آلنا ورانووا
- رادوسلاو برزوبوهاتی
- یاروسلاوا اوبرمائیرووا
- ترزا برودسکا
- لیبوشه شورمووا
- میخائلا بادینکووا
- نینا دیویشکووا
- لوتسیه ترمیکووا
- ماری مالکووا
- پاولا تومیتسووا
- دانا سیسلووا
- مارتین دِی‌دار
- میلان اشتایندلر
- ایوتا بلاناروویچووا
- میلوشه بیتنرووا
- آنتا کرچیکووا
- میروسلاو هانوش
- مارتین میشیچکا
- الیشکا کژنکووا
- لوتسیه بنه‌شوا
- مارکتا هروبشووا